# Сведенцов, Иван Иванович
Сведенцов Иван Иванович  (1842, Нижний Новгород — 14 (27) мая 1901, Тифлис) — писатель-беллетрист.

## Биография
Происходил из дворянского рода Сведенцовых. Окончил с серебряной медалью Нижегородский дворянский институт (1859). Некоторое время состоял на военной службе. Его симпатичные по задачам беллетристические произведения печатались в «Отечественных Записках», «Вестнике Европы», «Русской Мысли» и др. Когда критики упрекали Сведенцова в том, что тенденция его произведений довольно азбучна, Сведенцов отвечал: «я не виноват, если эту азбуку забывает общество; мой долг заставляет меня неустанно напоминать об этой азбуке». Среди произведений Сведенцова лучшие: «По тюрьмам (очерки из недавнего прошлого)», «Пришел, да не туда», «Никеша очнулся», «Будильник». Его собрание сочинений вышло в Москве в 1897—1898 годах.
Был членом одесской группы «Народной воли»; В. Н. Фигнер писала: «Мои друзья: писатель-беллетрист Ив. Ив. Сведенцев (литературный псевдоним Иванович), бывший военный, превосходный, идеалистически настроенный, но нельзя сказать, чтобы активный человек».